# Synoicum stewartense
Synoicum stewartense is een zakpijpensoort uit de familie van de Polyclinidae. De wetenschappelijke naam van de soort is voor het eerst geldig gepubliceerd in 1924 door Michaelsen.